# 公子高 (魏国)
公子高（?—?），姬姓，魏氏，中国战国时代魏国人，是魏惠王的儿子。 
前334年，公子高在楚国为人质，魏惠王想要见在齐国的太子鸣，让朱仓劝齐王不要让楚国先拥立了公子高。前323年，楚国昭阳攻打襄陵，欲使魏王以公子高为储君。